# San Marco la Catola
San Marco la Catola é uma comuna italiana da região da Puglia, província de Foggia, com cerca de 1.515 habitantes. Estende-se por uma área de 28 km², tendo uma densidade populacional de 54 hab/km². Faz fronteira com Celenza Valfortore, San Bartolomeo in Galdo (BN), Tufara (CB), Volturara Appula.

## Demografia
| Variação demográfica do município entre 1861 e 2011                               |
|                                                                                   |
| Fonte: Istituto Nazionale di Statistica (ISTAT) - Elaboração gráfica da Wikipedia |